# Luis Fabián Artime
Luis Fabián Artime (Buenos Aires, 15 dicembre 1965) è un ex calciatore argentino, di ruolo attaccante.
È figlio di Luis Artime, anch'egli calciatore professionista.

## Caratteristiche tecniche
Giocava come attaccante, ricoprendo il ruolo di centravanti.

## Carriera

### Club
Artime iniziò a giocare a calcio in un piccolo campo a Moreno; in seguito, entrò a far parte del settore giovanile del Ferro Carril Oeste.
Nel 1985 il tecnico Carlos Griguol promosse svariati giovani in prima squadra, dati i molteplici impegni che la società doveva fronteggiare: tra di essi vi era Artime. Passò dunque la prima parte della Primera División 1985-1986 in panchina; in 7 partite, Artime realizzò un gol. Nell'annata seguente divenne titolare, disputando 32 partite, con 4 reti segnate.
Dopo 70 presenze e 12 gol complessivi, Artime fu acquistato dall'Independiente, che lo schierò 20 volte nel corso della stagione 1989-1990; le marcature furono 5. Nel 1989 debuttò in campo internazionale, durante la Supercoppa Sudamericana, in cui assommò 3 incontri giocati. Il primo gol in una competizione continentale lo segnò durante la Supercoppa Sudamericana 1990, contro il Nacional di Montevideo.
Per il Clausura 1992 venne ceduto al Belgrano, con cui debuttò il 23 febbraio 1992 contro il Ferro Carril Oeste. In quel torneo andò a segno 4 volte in 19 gare, mentre nell'Apertura si mise in evidenza con 10 gol in 19 gare, classificandosi al terzo posto nella classifica marcatori dietro ad Alberto Acosta (12 segnature) e Jorge Cruz (11).
Rimase con il Belgrano sino all'inizio dell'Apertura 1993: venne infatti ceduto, dopo aver disputato un solo incontro, al San Lorenzo, con cui giocò il resto del torneo, assommando 9 presenze e un gol.
Nel 1994 tornò al Belgrano: nel 1996, in seguito alla retrocessione della squadra in Primera B Nacional, decise di rimanere in rosa. La Primera División 1998-1999 vide tornare il Belgrano in massima serie, e Artime disputò la competizione da titolare.
Dopo una breve esperienza al Tigre, in seconda serie, tornò alla società di partenza, rimanendoci sino al Clausura 2001: firmò poi per il Gimnasia La Plata, ove trovò poco spazio.
Nel 2002 si trasferì per la prima volta fuori dai confini argentini per giocare in Perù: nell'unica stagione da lui disputata in tale paese si laureò capocannoniere del torneo con 24 gol, precedendo Luis Bonnet (23), Sergio Ibarra e Germán Carty (21).
Artime si ritirò a 40 anni, dopo aver militato nelle ultime tre stagioni in Primera B Nacional con il Belgrano.

## Statistiche

### Presenze e reti nei club[4]
| Stagione                  | Squadra                   | Campionato                | Campionato | Campionato | Coppe nazionali | Coppe nazionali | Coppe nazionali | Coppe continentali | Coppe continentali | Coppe continentali | Altre coppe | Altre coppe | Altre coppe | Totale | Totale |
| Stagione                  | Squadra                   | Comp                      | Pres       | Reti       | Comp            | Pres            | Reti            | Comp               | Pres               | Reti               | Comp        | Pres        | Reti        | Pres   | Reti   |
| ------------------------- | ------------------------- | ------------------------- | ---------- | ---------- | --------------- | --------------- | --------------- | ------------------ | ------------------ | ------------------ | ----------- | ----------- | ----------- | ------ | ------ |
| 1985-1986                 | Ferro Carril Oeste        | PD                        | 13         | 3          | –               | –               | –               | –                  | –                  | –                  | –           | –           | –           | 13     | 3      |
| 1986-1987                 | Ferro Carril Oeste        | PD                        | 32         | 4          | –               | –               | –               | –                  | –                  | –                  | –           | –           | –           | 32     | 4      |
| 1986-1987                 | Ferro Carril Oeste        | PD                        | 15         | 3          | –               | –               | –               | –                  | –                  | –                  | –           | –           | –           | 15     | 3      |
| 1988-1989                 | Ferro Carril Oeste        | PD                        | 10         | 2          | –               | –               | –               | –                  | –                  | –                  | –           | –           | –           | 10     | 2      |
| Totale Ferro Carril Oeste | Totale Ferro Carril Oeste | Totale Ferro Carril Oeste | 70         | 12         |                 |                 |                 |                    |                    |                    |             |             |             | 70     | 12     |
| 1989-1990                 | Independiente             | PD                        | 20         | 5          | –               | –               | –               | SS                 | 3                  | 0                  | –           | –           | –           | 23     | 5      |
| 1990-1991                 | Independiente             | PD                        | 16         | 6          | –               | –               | –               | SS                 | 1                  | 1                  | –           | –           | –           | 17     | 7      |
| 1991-1992                 | Independiente             | PD                        | 8          | 0          | –               | –               | –               | SS                 | 2                  | 0                  | –           | –           | –           | 8      | 0      |
| Totale Independiente      | Totale Independiente      | Totale Independiente      | 44         | 11         |                 |                 |                 |                    |                    |                    |             |             |             | 50     | 12     |
| 1992                      | Belgrano                  | PD                        | 19         | 4          | –               | –               | –               | –                  | –                  | –                  | –           | –           | –           | 19     | 4      |
| 1992-1993                 | Belgrano                  | PD                        | 34         | 13         | CC              | 3               | 2               | –                  | –                  | –                  | –           | –           | –           | 37     | 15     |
| 1993                      | Belgrano                  | PD                        | 1          | 0          | –               | –               | –               | –                  | –                  | –                  | –           | –           | –           | 1      | 0      |
| 1993-1994                 | San Lorenzo               | PD                        | 17         | 1          | –               | –               | –               | –                  | –                  | –                  | –           | –           | –           | 17     | 1      |
| 1994-1995                 | Belgrano                  | PD                        | 36         | 5          | –               | –               | –               | –                  | –                  | –                  | –           | –           | –           | 36     | 5      |
| 1995-1996                 | Belgrano                  | PD                        | 29         | 6          | –               | –               | –               | –                  | –                  | –                  | –           | –           | –           | 29     | 6      |
| 1996-1997                 | Belgrano                  | PB                        | 48         | 20         | –               | –               | –               | –                  | –                  | –                  | –           | –           | –           | 48     | 20     |
| 1997-1998                 | Belgrano                  | PB                        | 43         | 10         | –               | –               | –               | –                  | –                  | –                  | –           | –           | –           | 43     | 10     |
| 1998-1999                 | Belgrano                  | PD                        | 32         | 6          | –               | –               | –               | –                  | –                  | –                  | –           | –           | –           | 32     | 6      |
| 1999                      | Tigre                     | PB                        | 15         | 4          | –               | –               | –               | –                  | –                  | –                  | –           | –           | –           | 15     | 4      |
| 2000                      | Belgrano                  | PD                        | 14         | 2          | –               | –               | –               | –                  | –                  | –                  | –           | –           | –           | 14     | 2      |
| 2000-2001                 | Belgrano                  | PD                        | 33         | 10         | –               | –               | –               | –                  | –                  | –                  | –           | –           | –           | 33     | 10     |
| 2001-2002                 | Gimnasia La Plata         | PD                        | 4          | 0          | –               | –               | –               | –                  | –                  | –                  | –           | –           | –           | 4      | 0      |
| 2002                      | Melgar                    | CD                        | 42         | 24         | –               | –               | –               | –                  | –                  | –                  | –           | –           | –           | 42     | 24     |
| 2002-2003                 | Belgrano                  | PB                        | 27         | 8          | –               | –               | –               | –                  | –                  | –                  | –           | –           | –           | 27     | 8      |
| 2003-2004                 | Belgrano                  | PB                        | 19         | 3          | –               | –               | –               | –                  | –                  | –                  | –           | –           | –           | 19     | 3      |
| 2004-2005                 | Belgrano                  | PB                        | 5          | 0          | –               | –               | –               | –                  | –                  | –                  | –           | –           | –           | 5      | 0      |
| Totale Belgrano           | Totale Belgrano           | Totale Belgrano           | 286        | 87         |                 |                 |                 |                    |                    |                    |             |             |             | 286    | 87     |
| Totale carriera           | Totale carriera           | Totale carriera           | 472        | 139        |                 | 3               | 2               | 6                  | 1                  |                    |             |             |             | 486    | 147    |

## Palmarès

### Individuale
- Capocannoniere del Campeonato Descentralizado: 1

2002 (24 gol)